# پریکازی
پریکازی (به لاتین: Příkazy) یک منطقهٔ مسکونی در جمهوری چک است که در ناحیه اولومووتس واقع شده‌است. پریکازی ۱۳٫۹۶ کیلومتر مربع مساحت و ۱٬۲۲۷ نفر جمعیت دارد و ۲۲۶ متر بالاتر از سطح دریا واقع شده‌است.